# Retraso rotacional
En informática, retraso rotacional es un término aplicable a los dispositivos de almacenamiento rotatorios, tales como discos duros, disquetes o las más antiguas memorias de tambor.  Se define como el tiempo necesario para que, a través de la rotación del disco, llegue el cabezal de lectura/escritura al área a la que se quiere acceder.
El retraso rotacional máximo es el tiempo que tarda el dispositivo en hacer una rotación completa (este es el peor caso, correspondiente a cuando la orden de lectura se ha recibido en el momento justo en que dicha zona acaba de pasar por el cabezal).  La mayoría de dispositivos de almacenamiento tienen una velocidad angular constante, siendo así el retraso rotacional máximo el recíproco de la velocidad de giro, con las unidades adecuadas.  Así, hoy día (2007) muchos dispositivos como los discos duros tienen velocidades rotacionales típicas de 7200 rpm; el retraso rotacional máximo será de 60/7200 = 0.008 s u 8 milisegundos.
El retraso rotacional medio es la mitad del retraso rotacional máximo.